# Premiul Asociației Criticilor de Film (BFCA) pentru cel mai bun film SF/de groază
Premiul Asociației Criticilor de Film (BFCA) pentru  cel mai bun film SF / de groază (în engleză Critics' Choice Movie Award for Best Sci-Fi/Horror Movie) este unul dintre premiile acordate persoanelor care lucrează în industria cinematografică de către Asociația criticilor de film (BFCA) la emisiunile anuale de acordare a premiilor  Asociației Criticilor de Film BFCA. A fost acordat pentru prima dată în 2012.

## Lista câștigătorilor și nominalizații

### Anii 2010
| An   | Câștigător                     | Regizor(i)            |
| ---- | ------------------------------ | --------------------- |
| 2012 | Looper                         | Rian Johnson          |
| 2012 | The Cabin in the Woods         | Drew Goddard          |
| 2012 | Prometheus                     | Ridley Scott          |
| 2013 | Gravity                        | Alfonso Cuarón        |
| 2013 | Carrie                         | Kimberly Peirce       |
| 2013 | The Conjuring                  | James Wan             |
| 2013 | Star Trek Into Darkness        | J. J. Abrams          |
| 2013 | World War Z                    | Marc Forster          |
| 2014 | Interstellar                   | Christopher Nolan     |
| 2014 | The Babadook                   | Jennifer Kent         |
| 2014 | Dawn of the Planet of the Apes | Matt Reeves           |
| 2014 | Snowpiercer                    | Bong Joon-ho          |
| 2014 | Under the Skin                 | Jonathan Glazer       |
| 2015 | Ex Machina                     | Alex Garland          |
| 2015 | It Follows                     | David Robert Mitchell |
| 2015 | Jurassic World                 | Colin Trevorrow       |
| 2015 | Mad Max: Fury Road             | George Miller         |
| 2015 | The Martian                    | Ridley Scott          |
| 2016 | Arrival                        | Denis Villeneuve      |
| 2016 | 10 Cloverfield Lane            | Dan Trachtenberg      |
| 2016 | Doctor Strange                 | Scott Derrickson      |
| 2016 | Don't Breathe                  | Fede Álvarez          |
| 2016 | Star Trek Beyond               | Justin Lin            |
| 2016 | The Witch                      | Robert Eggers         |
| 2017 | Get Out                        | Jordan Peele          |
| 2017 | Blade Runner 2049              | Denis Villeneuve      |
| 2017 | It                             | Andy Muschietti       |
| 2017 | The Shape of Water             | Guillermo del Toro    |
| 2018 | A Quiet Place                  | John Krasinski        |
| 2018 | Annihilation                   | Alex Garland          |
| 2018 | Halloween                      | David Gordon Green    |
| 2018 | Hereditary                     | Ari Aster             |
| 2018 | Suspiria                       | Luca Guadagnino       |